# سفارة بولندا في كولومبيا
سفارة بولندا في كولومبيا هي أرفع تمثيل دبلوماسي لدولة بولندا لدى كولومبيا. تقع السفارة في بوغوتا وهي تهدف لتعزيز المصالح البولندية في كولومبيا.

## وصلات خارجية
- الموقع الرسمي
- قائمة سفارات بولندا
- قائمة السفارات في كولومبيا